# Konsol
Se spelkonsol för en dator anpassad för datorspel.

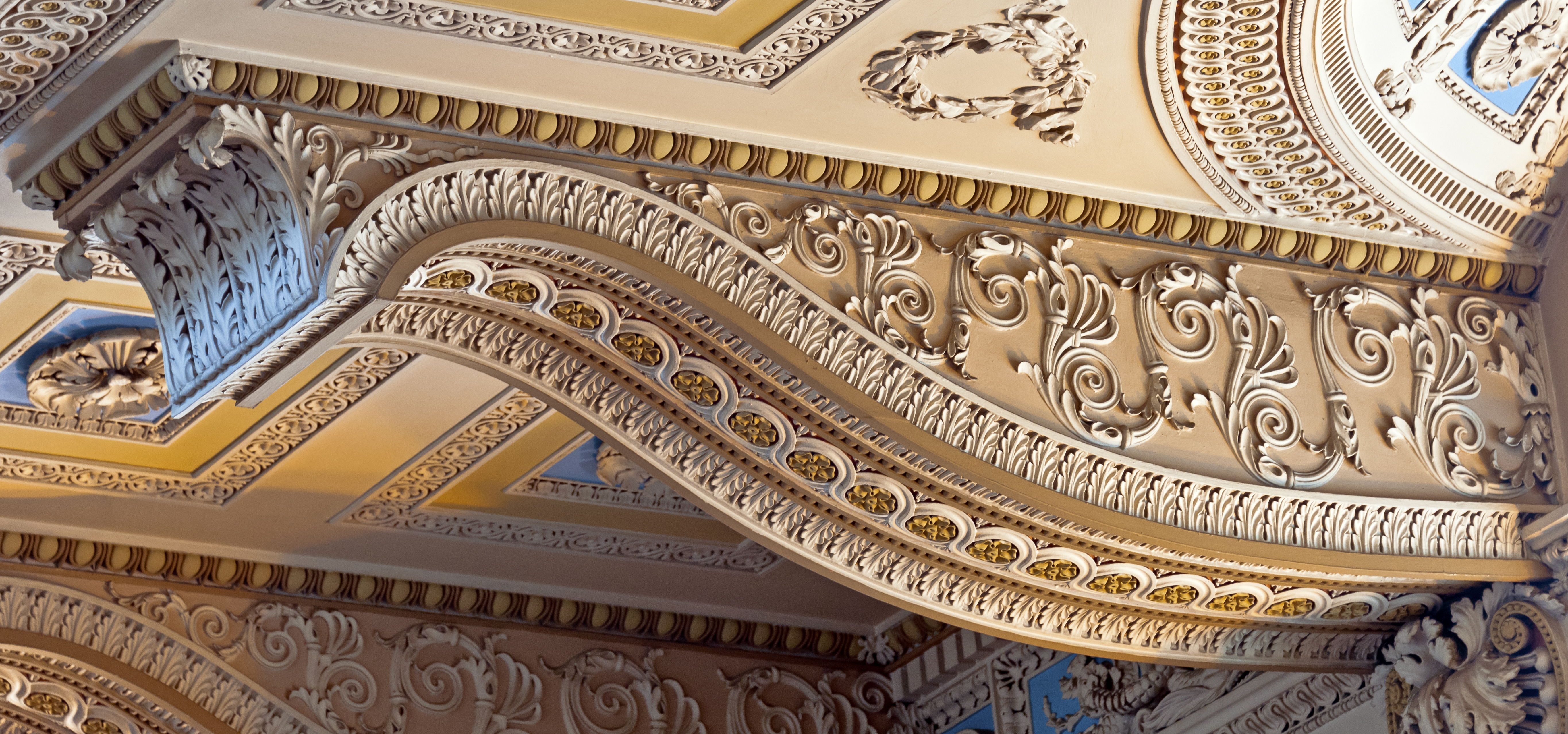
Exempel på konsol i kapellet i Greenwich Hospital i London.

En konsol eller konsolutkragning är en bärande byggnadsdel som skjuter ut från ett väggparti för att ge stöd åt balkonger, skulpturer, listverk eller helt enkelt för att åstadkomma en större yta i överliggande våningar. Konsolen har fått stor utbredning i modern arkitektur tack vare nya byggnadsmaterial och metoder. Ett exempel på utkragning för att ge en varierad fasad och samtidigt öka golvytan är Passagenhuset i Stockholm.
Med utkragande tak menas de delar av taket (exempelvis takfoten) som sticker ut över fasaden och skyddar denna från nederbörd. Långt utkragande tak är typiska för 1800-tals villor i så kallad schweizerstil som hämtade sin inspiration från den lantliga byggnadskonsten i Schweiz, Österrike och Sydtyskland.